# Lijst van autosnelwegknooppunten in Duitsland
Hieronder een lijst van alle autosnelwegknooppunten in Duitsland.

## Huidige knooppunten
| Naam knooppunt                 | Deelstaat                 | Aansluitende wegen | Type                          |
| ------------------------------ | ------------------------- | ------------------ | ----------------------------- |
| Bad Homburger Kreuz            | Hessen                    |                    | Klaverbladknooppunt           |
| Bremer Kreuz                   | Nedersaksen               |                    | Klaverbladknooppunt           |
| Buchholzer Dreieck             | Nedersaksen               |                    | Trompetknooppunt              |
| Darmstädter Kreuz              | Hessen                    |                    | Dubbele splitsing             |
| Dreieck Ahlhorner Heide        | Nedersaksen               |                    | Trompetknooppunt              |
| Dreieck Allgäu                 | Beieren                   |                    | Half-sterknooppunt            |
| Dreieck Bad Dürrheim           | Baden-Württemberg         |                    | Half-sterknooppunt            |
| Dreieck Bad Neuenahr-Ahrweiler | Rijnland-Palts            |                    | Trompetknooppunt              |
| Dreieck Bad Schwartau          | Sleeswijk-Holstein        |                    | Splitsing                     |
| Dreieck Barnim                 | Brandenburg               |                    | Mixvormknooppunt              |
| Dreieck Bayerisches Vogtland   | Beieren                   |                    | Half-sterknooppunt            |
| Dreieck Bayreuth/Kulmbach      | Beieren                   |                    | Half-sterknooppunt            |
| Dreieck Bochum-West            | Noordrijn-Westfalen       |                    | Mixvormknooppunt              |
| Dreieck Bonn-Nordost           | Noordrijn-Westfalen       |                    | Half-sterknooppunt            |
| Dreieck Bordesholm             | Sleeswijk-Holstein        |                    | Splitsing                     |
| Dreieck Bottrop                | Noordrijn-Westfalen       |                    | Trompetknooppunt              |
| Dreieck Braunschweig-Südwest   | Nedersaksen               |                    | Half-sterknooppunt            |
| Dreieck Breitscheid            | Noordrijn-Westfalen       |                    | Trompetknooppunt              |
| Dreieck Bremen-Industriehäfen  | Bremen                    |                    | Trompetknooppunt              |
| Dreieck Bunde                  | Nedersaksen               |                    | Trompetknooppunt              |
| Dreieck Charlottenburg         | Berlijn                   |                    | Splitsing                     |
| Dreieck Darmstadt              | Hessen                    |                    | Half klaverbladknooppunt      |
| Dreieck Darmstadt/Griesheim    | Hessen                    |                    | Trompetknooppunt              |
| Dreieck Dernbach               | Rijnland-Palts            |                    | Half-sterknooppunt            |
| Dreieck Dortmund/Witten        | Noordrijn-Westfalen       |                    | Trompetknooppunt              |
| Dreieck Drammetal              | Nedersaksen               |                    | Trompetknooppunt              |
| Dreieck Dresden-Nord           | Saksen                    |                    | Trompetknooppunt              |
| Dreieck Dresden-West           | Saksen                    |                    | Half-sterknooppunt            |
| Dreieck Erfttal                | Noordrijn-Westfalen       |                    | Mixvormknooppunt              |
| Dreieck Essen-Ost              | Noordrijn-Westfalen       |                    | Splitsing                     |
| Dreieck Friedrichsthal         | Saarland                  |                    | Trompetknooppunt              |
| Dreieck Fulda                  | Hessen                    |                    | Trompetknooppunt              |
| Dreieck Funkturm               | Berlijn                   |                    | Mixvormknooppunt              |
| Dreieck Halle-Süd              | Saksen-Anhalt             |                    | Trompetknooppunt              |
| Dreieck Hamburg-Nordwest       | Hamburg                   |                    | Half-sterknooppunt            |
| Dreieck Hamburg-Südost         | Hamburg                   |                    | Trompetknooppunt              |
| Dreieck Hamburg-Südwest        | Hamburg                   |                    | Splitsing                     |
| Dreieck Hannover-Nord          | Nedersaksen               |                    | Splitsing                     |
| Dreieck Hannover-Süd           | Nedersaksen               |                    | Splitsing                     |
| Dreieck Hannover-West          | Nedersaksen               |                    | Splitsing                     |
| Dreieck Havelland              | Brandenburg               |                    | Half-sterknooppunt            |
| Dreieck Hochfranken            | Beieren                   |                    | Trompetknooppunt              |
| Dreieck Hochrhein              | Baden-Württemberg         |                    | Trompetknooppunt              |
| Dreieck Hockenheim             | Baden-Württemberg         |                    | Half-sterknooppunt            |
| Dreieck Holledau               | Beieren                   |                    | Trompetknooppunt              |
| Dreieck Inntal                 | Beieren                   |                    | Trompetknooppunt              |
| Dreieck Kaiserslautern         | Rijnland-Palts            |                    | Splitsing                     |
| Dreieck Karlsruhe              | Baden-Württemberg         |                    | Half-sterknooppunt            |
| Dreieck Kassel-Süd             | Hessen                    |                    | Trompetknooppunt              |
| Dreieck Köln-Heumar            | Noordrijn-Westfalen       |                    | Mixvormknooppunt              |
| Dreieck Kreuz Oranienburg      | Brandenburg               |                    | Mixvormknooppunt              |
| Dreieck Leer                   | Nedersaksen               |                    | Trompetknooppunt              |
| Dreieck Leonberg               | Baden-Württemberg         |                    | Half-sterknooppunt            |
| Dreieck Mainz                  | Rijnland-Palts            |                    | Sterknooppunt                 |
| Dreieck Mönchengladbach-Wanlo  | Noordrijn-Westfalan       |                    |                               |
| Dreieck Moseltal               | Rijnland-Palts            |                    | Mixvormknooppunt              |
| Dreieck München-Allach         | Beieren                   |                    | Splitsing                     |
| Dreieck München-Eschenried     | Beieren                   |                    | Splitsing                     |
| Dreieck München-Feldmoching    | Beieren                   |                    | Trompetknooppunt              |
| Dreieck München-Südwest        | Beieren                   |                    | Klaverbladknooppunt           |
| Dreieck Nahetal                | Rijnland-Palts            |                    | Half-sterknooppunt            |
| Dreieck Neuenburg              | Baden-Württemberg         | 5a                 | Trompetknooppunt              |
| Dreieck Neukölln               | Berlijn                   |                    | Half-sterknooppunt            |
| Dreieck Neuss-Süd              | Noordrijn-Westfalen       |                    | Trompetknooppunt              |
| Dreieck Nonnweiler             | Rijnland-Palts            |                    | Splitsing                     |
| Dreieck Nossen                 | Saksen                    |                    | Trompetknooppunt              |
| Dreieck Nürnberg/Feucht        | Beieren                   |                    | Trompetknooppunt              |
| Dreieck Nuthetal               | Brandenburg               |                    | Half-sterknooppunt            |
| Dreieck Oldenburg-West         | Nedersaksen               |                    | Trompetknooppunt              |
| Dreieck Pankow                 | Brandenburg               | 118                | Trompetknooppunt              |
| Dreieck Parthenaue             | Saksen                    |                    | Trompetknooppunt              |
| Dreieck Porz                   | Noordrijn-Westfalen       |                    | Splitsing                     |
| Dreieck Potsdam                | Brandenburg               |                    | Half-sterknooppunt            |
| Dreieck Saarbrücken            | Saarland                  |                    | Trompetknooppunt              |
| Dreieck Saarlouis              | Saarland                  |                    | Trompetknooppunt              |
| Dreieck Salzgitter             | Nedersaksen               |                    | Splitsing                     |
| Dreieck Sankt Augustin-West    | Noordrijn-Westfalen       |                    | Trompetknooppunt              |
| Dreieck Spreeau                | Brandenburg               |                    | Half-sterknooppunt            |
| Dreieck Spreewald              | Brandenburg               |                    | Half-sterknooppunt            |
| Dreieck Starnberg              | Beieren                   |                    | Trompetknooppunt              |
| Dreieck Stuhr                  | Nedersaksen               |                    | Trompetknooppunt              |
| Dreieck Südharz                | Saksen-Anhalt             |                    | Trompetknooppunt              |
| Dreieck Suhl                   | Thüringen                 |                    | Trompetknooppunt              |
| Dreieck Velbert-Nord           | Noordrijn-Westfalen       |                    | Half-sterknooppunt            |
| Dreieck Vulkaneifel            | Rijnland-Palts            |                    | Half-sterknooppunt            |
| Dreieck Walsrode               | Nedersaksen               |                    | Trompetknooppunt              |
| Dreieck Waltersdorf            | Brandenburg               |                    | Splitsing                     |
| Dreieck Weil am Rhein          | Baden-Württemberg         |                    | Trompetknooppunt              |
| Dreieck Werder                 | Brandenburg               |                    | Half-sterknooppunt            |
| Dreieck Werntal                | Beieren                   |                    | Trompetknooppunt              |
| Dreieck Wittstock/Dosse        | Brandenburg               |                    | Trompetknooppunt              |
| Dreieck Würzburg-West          | Beieren                   |                    | Half-sterknooppunt            |
| Eschborner Dreieck             | Hessen                    |                    | Onvolledig knooppunt          |
| Frankfurter Kreuz              | Hessen                    |                    | Klaverbladknooppunt           |
| Gambacher Kreuz                | Hessen                    |                    | Dubbele splitsing             |
| Gießener Nordkreuz             | Hessen                    |                    | Dubbel-trompetknooppunt       |
| Gießener Südkreuz              | Hessen                    |                    | Klaverbladknooppunt           |
| Hanauer Kreuz                  | Hessen                    |                    | Mixvormknooppunt              |
| Hattenbacher Dreieck           | Hessen                    |                    | Dubbele splitsing             |
| Hermsdorfer Kreuz              | Thüringen                 |                    | Klaverbladknooppunt           |
| Horster Dreieck                | Nedersaksen               |                    | Mixvormknooppunt              |
| Kamener Kreuz                  | Noordrijn-Westfalen       |                    | Klavermolenknooppunt          |
| Kirchheimer Dreieck            | Hessen                    |                    | Trompetknooppunt              |
| Kreuz Aachen                   | Noordrijn-Westfalen       |                    | Klaverbladknooppunt           |
| Kreuz Altdorf                  | Beieren                   |                    | Aangepast Klaverbladknooppunt |
| Kreuz Alzey                    | Rijnland-Palts            |                    | Aangepast Klaverbladknooppunt |
| Kreuz Bad Oeynhausen           | Noordrijn-Westfalen       |                    | Klaverbladknooppunt           |
| Kreuz Bamberg                  | Beieren                   |                    | Klaverbladknooppunt           |
| Kreuz Bargteheide              | Sleeswijk-Holstein        |                    | Sleeswijk-Holstein            |
| Kreuz Bernburg                 | Saksen-Anhalt             |                    | Klaverbladknooppunt           |
| Kreuz Biebelried               | Beieren                   |                    | Klaverbladknooppunt           |
| Kreuz Bielefeld                | Noordrijn-Westfalen       |                    | Klaverbladknooppunt           |
| Kreuz Bliesheim                | Noordrijn-Westfalen       |                    | Aangepast Klaverbladknooppunt |
| Kreuz Bochum                   | Noordrijn-Westfalen       |                    | Klaverbladknooppunt           |
| Kreuz Bochum/Witten            | Noordrijn-Westfalen       |                    | Klaverbladknooppunt           |
| Kreuz Bonn/Siegburg            | Noordrijn-Westfalen       |                    | Klavermolenknooppunt          |
| Kreuz Bonn-Nord                | Noordrijn-Westfalen       |                    | Klaverturbineknooppunt        |
| Kreuz Bonn-Ost                 | Noordrijn-Westfalen       |                    | Klaverturbineknooppunt        |
| Kreuz Braunschweig-Nord        | Nedersaksen               |                    | Klaverbladknooppunt           |
| Kreuz Braunschweig-Ölper       | Nedersaksen               |                    | Klaverbladknooppunt           |
| Kreuz Braunschweig-Süd         | Nedersaksen               |                    | Klaverbladknooppunt           |
| Kreuz Breitscheid              | Noordrijn-Westfalen       |                    | Klavermolenknooppunt          |
| Kreuz Castrop-Rauxel-Ost       | Noordrijn-Westfalen       | L654               | Klaverbladknooppunt           |
| Kreuz Chemnitz                 | Saksen                    |                    | Aangepast klaverbladknooppunt |
| Kreuz Deggendorf               | Beieren                   |                    | Klaverbladknooppunt           |
| Kreuz Dortmund/Unna            | Noordrijn-Westfalen       |                    | Klaverbladknooppunt           |
| Kreuz Dortmund-Nordwest        | Noordrijn-Westfalen       |                    | Trompetknooppunt              |
| Kreuz Dortmund-West            | Noordrijn-Westfalen       |                    | Trompetknooppunt              |
| Kreuz Duisburg                 | Noordrijn-Westfalen       |                    | Klaverbladknooppunt           |
| Kreuz Duisburg-Nord            | Noordrijn-Westfalen       |                    | Klaverbladknooppunt           |
| Kreuz Duisburg-Süd             | Noordrijn-Westfalen       |                    | Klaverbladknooppunt           |
| Kreuz Düsseldorf-Nord          | Noordrijn-Westfalen       |                    | Mixvormknooppunt              |
| Kreuz Düsseldorf-Süd           | Noordrijn-Westfalen       |                    | Trompetknooppunt              |
| Kreuz Erfurt                   | Thüringen                 |                    | Klaverbladknooppunt           |
| Kreuz Feuchtwangen/Crailsheim  | Beieren                   |                    | Klaverbladknooppunt           |
| Kreuz Frankenthal              | Rijnland-Palts            |                    | Klaverbladknooppunt           |
| Kreuz Fürth/Erlangen           | Beieren                   |                    | Klaverbladknooppunt           |
| Kreuz Hagen                    | Noordrijn-Westfalen       |                    | Klaverbladknooppunt           |
| Kreuz Hamburg-Ost              | Hamburg                   |                    | Spaghettiknooppunt            |
| Kreuz Hamburg-Süd              | Hamburg                   | /                  |                               |
| Kreuz Hannover/Kirchhorst      | Nedersaksen               |                    | Klaverbladknooppunt           |
| Kreuz Hannover-Buchholz        | Nedersaksen               |                    | Klaverbladknooppunt           |
| Kreuz Hannover-Ost             | Nedersaksen               |                    | Klaverbladknooppunt           |
| Kreuz Hegau                    | Baden-Württemberg         |                    | Mixvormknooppunt              |
| Kreuz Heidelberg               | Baden-Württemberg         |                    | Klaverturbine                 |
| Kreuz Herne                    | Noordrijn-Westfalen       |                    | Klavermolen                   |
| Kreuz Holz                     | Noordrijn-Westfalen       |                    | Mixvormknooppunt              |
| Kreuz Jackerath                | Noordrijn-Westfalen       |                    | Mixvormknooppunt              |
| Kreuz Kaarst                   | Noordrijn-Westfalen       |                    | Klaverbladknooppunt           |
| Kreuz Kaiserberg               | Noordrijn-Westfalen       |                    | Spaghettiknooppunt            |
| Kreuz Kamp-Lintfort            | Noordrijn-Westfalen       |                    | Mixvormknooppunt              |
| Kreuz Kassel-Mitte             | Hessen                    |                    | Klaverbladknooppunt           |
| Kreuz Kassel-West              | Hessen                    |                    | Klaverbladknooppunt           |
| Kreuz Kerpen                   | Noordrijn-Westfalen       |                    | Klaverbladknooppunt           |
| Kreuz Kiel-West                | Sleeswijk-Holstein        |                    | Mixvormknooppunt              |
| Kreuz Koblenz                  | Rijnland-Palts            |                    | Klaverbladknooppunt           |
| Kreuz Köln-Gremberg            | Noordrijn-Westfalen       |                    | Klaverbladknooppunt           |
| Kreuz Köln-Nord                | Noordrijn-Westfalen       |                    | Klaverbladknooppunt           |
| Kreuz Köln-Ost                 | Noordrijn-Westfalen       |                    |                               |
| Kreuz Köln-Süd                 | Noordrijn-Westfalen       |                    | Klaverbladknooppunt           |
| Kreuz Köln-West                | Noordrijn-Westfalen       |                    | Klaverbladknooppunt           |
| Kreuz Landstuhl-West           | Rijnland-Palts            |                    | Klaverbladknooppunt           |
| Kreuz Langenfeld               | Noordrijn-Westfalen       |                    | Trompetknooppunt              |
| Kreuz Leipzig-Süd              | Saksen                    |                    | Klaverbladknooppunt           |
| Kreuz Leverkusen               | Noordrijn-Westfalen       |                    | Klaverbladknooppunt           |
| Kreuz Leverkusen-West          | Noordrijn-Westfalen       |                    | Half-Sterknooppunt            |
| Kreuz Lotte/Osnabrück          | Noordrijn-Westfalen       |                    | Klaverbladknooppunt           |
| Kreuz Lübeck                   | Sleeswijk-Holstein        |                    | Klaverbladknooppunt           |
| Kreuz Ludwigshafen             | Rijnland-Palts            |                    | Klaverbladknooppunt           |
| Kreuz Magdeburg                | Saksen-Anhalt             |                    | Klaverbladknooppunt           |
| Kreuz Mainz-Süd                | Rijnland-Palts            |                    | Klaverbladknooppunt           |
| Kreuz Mannheim                 | Baden-Württemberg         |                    | Klaverbladknooppunt           |
| Kreuz Marl-Nord                | Noordrijn-Westfalen       | L612               | Klaverbladknooppunt           |
| Kreuz Meckenheim               | Noordrijn-Westfalen       |                    | Klaverbladknooppunt           |
| Kreuz Meerbusch                | Noordrijn-Werstfalen      |                    | Klaverbladknooppunt           |
| Kreuz Memmingen                | Beieren                   |                    | Aangepast Klaverbladknooppunt |
| Kreuz Moers                    | Noordrijn-Westfalen       |                    | Klaverbladknooppunt           |
| Kreuz Mönchengladbach          | Noordrijn-Westfalen       |                    | Klavermolenknooppunt          |
| Kreuz Monheim-Süd              | Noordrijn-Westfalen       |                    | Klaverblad knooppunt          |
| Kreuz München-Nord             | Beieren                   |                    | Aangepast Klaverbladknooppunt |
| Kreuz München-Ost              | Beieren                   |                    | Klaverbladknooppunt           |
| Kreuz München-Süd              | Beieren                   |                    | Mixvormknooppunt              |
| Kreuz München-West             | Beieren                   |                    | Klaverbladknooppunt           |
| Kreuz Münster-Süd              | Noordrijn-Westfalen       |                    | Klavermolenknooppunt          |
| Kreuz Mutterstadt              | Rijnland-Palts            |                    | Klaverbladknooppunt           |
| Kreuz Neersen                  | Noordrijn-Westfalen       |                    | Klaverbladknooppunt           |
| Kreuz Neufahrn                 | Beieren                   |                    |                               |
| Kreuz Neunkirchen              | Saarland                  |                    | Klaverbladknooppunt           |
| Kreuz Neuss-West               | Noordrijn-Westfalen       |                    | Mixvormknooppunt              |
| Kreuz Nürnberg                 | Beieren                   |                    | Aangepast Klaverbladknooppunt |
| Kreuz Nürnberg-Ost             | Beieren                   |                    | Klaverbladknooppunt           |
| Kreuz Nürnberg-Süd             | Beieren                   |                    |                               |
| Kreuz Oberhausen               | Noordrijn-Westfalen       |                    | Klaverbladknooppunt           |
| Kreuz Oberhausen-West          | Noordrijn-Westfalen       |                    | Mixvormknooppunt              |
| Kreuz Oberpfälzer Wald         | Beieren                   |                    | Klaverbladknooppunt           |
| Kreuz Oldenburg-Nord           | Nedersaksen               |                    | Klaverbladknooppunt           |
| Kreuz Oldenburg-Ost            | Nedersaksen               |                    | Klaverbladknooppunt           |
| Kreuz Olpe-Süd                 | Noordrijn-Westfalen       |                    | klaverbladknooppunt           |
| Kreuz Osnabrück-Süd            | Nedersaksen               |                    | Klaverbladknooppunt           |
| Kreuz Ratingen-Ost             | Noordrijn-Westfalen       |                    | Klaverbladknooppunt           |
| Kreuz Recklinghausen           | Noordrijn-Westfalen       |                    | Klaverbladknooppunt           |
| Kreuz Regensburg               | Beieren                   |                    | Klaverbladknooppunt           |
| Kreuz Rendsburg                | Sleeswijk-Holstein        |                    | Klaverbladknooppunt           |
| Kreuz Rippachtal               | Saksen-Anhalt             |                    | Aangepast klaverbladknooppunt |
| Kreuz Rostock                  | Mecklenburg-Voorpommeren  |                    | Klaverbladknooppunt           |
| Kreuz Saarbrücken              | Saarland                  |                    |                               |
| Kreuz Schöneberg               | Berlijn                   |                    |                               |
| Kreuz Schüttorf                | Nedersaksen               |                    | Klaverbladknooppunt           |
| Kreuz Schweinfurt/Werneck      | Beieren                   |                    | Aangepast klaverbladknooppunt |
| Kreuz Schwerin                 | Mecklenburg-Voorpommerem  |                    | Klaverbladknooppunt           |
| Kreuz Stuttgart                | Baden-Württemberg         |                    | Klaverbladknooppunt           |
| Kreuz Uckermark                | Brndenburg                |                    | Klaverbladknooppunt           |
| Kreuz Ulm/Elchingen            | Beieren                   |                    | Klaverbladknooppunt           |
| Kreuz Walldorf                 | Baden-Württemberg         |                    |                               |
| Kreuz Weinheim                 | Baden-Württemberg         |                    | Klaverbladknooppunt           |
| Kreuz Weinsberg                | Baden-Württemberg         |                    | Klaverbladknooppunt           |
| Kreuz Werl                     | Noordrijn-Westfalen       |                    | klaverbladknooppunt           |
| Kreuz Wismar                   | Mecklenburg-Voor-Pommeren |                    | Klverbladknooppunt            |
| Kreuz Wittlich                 | Noordrijn-Westfalen       |                    | Klaverbladknooppunt           |
| Kreuz Wolfsburg/Königslutter   | Nedersaksen               |                    | Klaverbladknooppunt           |
| Kreuz Wünnenberg-Haaren        | Noordrijn-Westfalen       |                    | Klaverblanknooppunt           |
| Kreuz Wuppertal-Nord           | Noordrijn-Westfalen       |                    | Mixvormknooppunt              |
| Langenselbolder Dreieck        | Hessen                    |                    | Mixvormknooppunt              |
| Mainspitz-Dreieck              | Rijnland-Palts            |                    | Trompetknooppunt              |
| Maschener Kreuz                | Nedersaksen               |                    | Mixvormknooppunt              |
| Mönchhof-Dreieck               | Hessen                    |                    | Half-sterknooppunt            |
| Nordwestkreuz Frankfurt        | Hessen                    |                    | Klaverbladknooppunt           |
| Offenbacher Kreuz              | Hessen                    |                    |                               |
| Reiskirchener Dreieck          | Hessen                    |                    | Half-sterknooppunt            |
| Rüsselsheimer Dreieck          | Hessen                    |                    | Half-sterknooppunt            |
| Schiersteiner Kreuz            | Rijnland-Palts            |                    |                               |
| Schkeuditzer Kreuz             | Saksen-Anhalt             |                    | Klaverturbineknooppunt        |
| Schönefelder Kreuz             | Brandenburg               |                    | Mixvormnooppunt               |
| Seligenstädter Dreieck         | Hessen                    |                    |                               |
| Sonnborner Kreuz               | Noordrijn-Westfalen       |                    |                               |
| Viernheimer Dreieck            | Baden-Württemberg         | 67                 | Half-sterknooppunt            |
| Viernheimer Kreuz              | Baden-Württemberg         | 6659               | Klaverbladknooppunt           |
| Westhofener Kreuz              | Noordrijn-Westfalen       | 345                | Klaverbladknooppunt           |
| Westkreuz Frankfurt            | Hessen                    | 5648               | klaverbladknooppunt           |
| Wetzlarer Kreuz                | Hessen                    |                    |                               |
| Wiesbadener Kreuz              | Hessen                    | 366                | Klaverbladknooppunt           |